# ISi GmbH
Die iSi GmbH (auch als iSi Group bekannt) ist ein österreichisches Unternehmen für Druckgasbehälter. Das 1865 in Wien gegründete Unternehmen produziert seit den 2000er Jahren auch in den USA, ist mit Vertriebsstandorten weltweit vertreten und verkauft seine Produkte in über 80 Länder.

## Geschichte
Der Ursprung der Firmengruppe liegt in einem Familienbetrieb des frühen 19. Jahrhunderts, als die Carl Pochtler AG in Wien erste Sodawassermaschinen herstellte. Die 1865 gegründete Karl Fischer-Pochtler GmbH entwickelte weitere Druckgas-Technik für Küche und technische Anwendungen, woraus schließlich das moderne Kulinarik-Geschäftsfeld mit CO2-Kapseln für die Sodawasserproduktion und N2O-Kapseln zur Erzeugung von Obers (Sahne), Suppen, Saucen und Schäumen wurde.
Die Familientradition setzte sich bis heute fort. Der Vorstand Christian C. Pochtler ist ein direkter Nachkomme der Gründerfamilie Fischer-Pochtler. Er erweiterte einerseits die Produktpalette bis hin zu Feuerlöschern, Kfz-Airbags und verschiedensten Rettungs-Ausrüstungen, andrerseits wurden umweltfreundlichere Produktionsmethoden eingeführt und bisher übliche Druckgase durch  Helium ersetzt. Christian C. Pochtler ist mit Antonella Mei-Pochtler verheiratet und hat vier Kinder.
Nach kriegsbedingter Auflösung des Unternehmens 1940 wurden ab 1950 wieder  Heimsiphone und Druckkapseln fabriziert. Als Alfred Fischer-Pochtler 1954 starb, übernahm seine Tochter Marietta Fischer-Pochtler mit ihrem Mann Hannes den Betrieb.
1964 übernahm die „Karl Fischer-Pochtler GmbH“ die 1959 gegründete „Heimsyphon Karl Hinz und Co. GmbH“. Das Unternehmen wurde in „iSi Metallwarenfabrik Ges.m.b.H“ umbenannt, woraus der heutige Markenname und das Logo stammt. 1964 kamen erste Einweg-Kapseln für Sodawasser und Schlagobers auf den österreichischen Markt, es folgte der Export nach Europa und Übersee. 1975 übersiedelte der Betrieb vom 7. in den 21. Wiener Bezirk Floridsdorf, wo sich bis heute die Zentrale der gesamten iSi-GmbH befindet. 1978 gründete Christian Pochtler die „iSi Siphon of America Inc.“, die heutige „iSi North America Inc“ und erschloss von dort ausgehend neue Absatzkanäle für N2O-Kapseln. Als er 1984 alleiniger Eigentümer wurde, gründete er die „Fischer-Pochtler Holding GmbH“, heute die Pochtler Industrieholding AG. 

## Struktur
Die heutige iSi-GmbH besteht aus drei Geschäftsfeldern Culinary (Küchenbedarf etc.), Components (u. a. Rettungsausrüstung) und Automotive (Kfz- und andere Airbags), die jeweils über Entwicklungs- und Forschungsgruppen verfügen.